# Heinrich Alfred Reinick
Heinrich Alfred Reinick (geboren am 8. Juli 1836 in Elbing; gestorben am 16. April 1907 in Hannover) war ein preußischer Verwaltungsbeamter, vertretungsweise Landrat im Kreis Malmedy und zuletzt Oberverwaltungsgerichtsrat.

## Werdegang
Der Protestant und Sohn eines Kaufmannes, Heinrich Alfred Reinick, studierte u. a. in Bonn Rechtswissenschaften. Nach dem Studium trat er 1857 in den preußischen Justizdienst ein, in dem er zuerst als Auskultator in Danzig Beschäftigung fand. Nach Ablegung des Referendarsexamen fand er ab 1859 als Gerichts- bzw. nach dem Wechsel in den Allgemeinen Dienst als Regierungsreferendar Einsatz. Mit Bestehen des Assessorexamens wechselte Reinick 1862 als Regierungsassessor an die Königlich Preußische Regierung in Aachen. Nach dem am 3. Oktober 1864 eingetretenen Tod des Landrats von Malmedy, Ernst von Frühbuss beauftragte sein Dienstherr Reinick am 18. Oktober 1864 mit der vertretungsweisen Verwaltung des Kreises Malmedy bis zur Findung eines Nachfolgers. Er versah dieses Amt bis zum 1. April 1865. Der neue Landrat, Eduard von Broich war zuvor am 10. Januar desselben Jahres in einer Präsentationswahl zum Landrat bestimmt und am 6. März auch ernannt, jedoch erst am 27. Juni in das Amt eingeführt worden.
Nach der Annexion des Königreichs Hannover durch Preußen, als Folge des Deutschen Kriegs von 1866 und im Zuge der Bildung der Provinz Hannover wurde Reinick nach dort versetzt. Er übernahm als neu eingesetzter Amtshauptmann im Amt Himmelpforten 1867 zunächst kommissarisch (1868 definitiv) die Verwaltung des durch Preußen gebildeten Staader Geestkreises mit Sitz in Himmelpforten. Reinick versah dieses Amt bis 1878.
Reinick, der seit 1868 verheiratet war, wechselte in der Folge wieder zurück in den Preußischen Justizdienst. Zuletzt bekleidete er den Rang eines Oberverwaltungsgerichtsrats. Im Jahr 1902 trat er in den Ruhestand. Neben weiteren Publikationen, die er im Auftrag seiner jeweiligen Dienstherren erarbeitete, war Reinick auch zeitweise Mitherausgeber der Entscheidungen des kgl. preussischen Oberverwaltungsgerichts in Staatssteuersachen im Finanz-Archiv. Zeitschrift für das Gesamte Finanzwesen.

## Veröffentlichungen
- Statistik der Regierungsbezirkes Aachen, im amtlichen Auftrage herausgegeben. Erste Abteilung Verlag von Benrath & Vogelsang, Aachen 1865.
- Statistik der Regierungsbezirkes Aachen, im amtlichen Auftrage herausgegeben. Zweite Abteilung Verlag von Benrath & Vogelsang, Aachen 1865.
- Statistik der Regierungsbezirkes Aachen, im amtlichen Auftrage herausgegeben. Dritte Abteilung Verlag von Benrath & Vogelsang, Aachen 1867.
- Die Moorgebiete des Herzogthums Bremen. Veröffentlicht auf Anordnung des Kgl. Preuss. Ministeriums für die landwirtschaftlichen Angelegenheiten. Wiegandt Hempel und Parey, Berlin 1877.